# Arabis auriculata
Arabis auriculata é uma espécie de planta com flor herbácea da família Brassicaceae.

## Descrição
A planta atinge 10-40 cm de altura, raras vezes desenvolvendo-se com múltiplos caules. As folhas possuem de 1 a 2 centímetros de comprimento e 3-10 mm de largura, com bordas serrilhadas. Ela floresce de março a julho.
Além da forma padrão, René Maire descreveu a forma Arabis auriculata f. umbrosa.

## Distribuição
A Arabis auriculata cresce principalmente em solos calcários. Pode ser encontrada na Europa sul e central, no oeste e centro-oeste da Ásia, e em algumas partes do norte da África, crescendo em sopés de montanhas entre as altitudes de 500 e 2400 metros. A planta costumava estar presente em Portugal, mas foi erradicada no país. O Registro Global de Espécies Introduzidas e Invasoras categoriza essa planta como invasora na Bélgica.